# RM-70
L'RM-70 è un sistema d'arma d'artiglieria cecoslovacco, basato sui razzi del sistema sovietico BM-21, ma con un nuovo e più pesante telaio corazzato. Esso è molto più complesso e costoso del BM-21 originale, e ha avuto certo meno successo. La sua realizzazione ha raggiunto un risultato concreto nel 1972, quando il veicolo venne per la prima volta osservato dagli occidentali, che lo chiamarono M1972.

## Tecnica
I motivi del maggior peso e costo dell'RM-70 sono relativi alla maggiore severità delle specifiche richieste per questo mezzo. In pratica, mentre la componente di fuoco è rimasta, nella sua basicità, la stessa, quella veicolare è stata totalmente cambiata, con un risultato di notevole importanza tecnica.
Prima differenza rilevante: Come nel caso dell'ASTROS II brasiliano e del FIROS italiano, si è realizzato uno chassis leggermente corazzato in acciaio, soprattutto in funzione antischegge.
Il secondo motivo di interesse è che il lanciatore, con le solite 4 file di 10 lanciarazzi, ha una ricarica rapida completa, che può essere realizzata in breve tempo grazie ad un sistema meccanico. Questo è un sistema condiviso, almeno concettualmente, con il sistema jugoslavo YMRL-32 da 128mm.
La necessità duplice di avere corazzature sufficienti per resistere alle esplosioni e schegge (come anche proiettili di piccolo calibro), e di possedere la capacità di ricaricare rapidamente, che né i sistemi brasiliani (ASTROS), italiani (FIROS) né quelli jugoslavi possiedono in simultanea, ha comportato l'impiego di un veicolo con capacità di carico ben maggiore, dell'ordine delle 10 tonnellate, e che dato il peso complessivo, ha una trazione 8x8. 
Il lanciarazzi multiplo RM-70 è quindi basato sull'autocarro pesante Tatra 815 'Kolos', 8x8, veicolo di grande potenza con capacità di carico e mobilità notevoli anche fuoristrada, oltre che ottima autonomia. La sua struttura, modificata, ha una bassa cabina corazzata per gli uomini di equipaggio, mentre sopra il telaio vi sono le sistemazioni per i lanciarazzi.
Il peso ha raggiunto addirittura i 33000 kg, contro gli 11000 del BM-21 standard. Lo stesso autocarro è anche il veicolo basico per l'altro ottimo prodotto dell'artiglieria cecoslovacca dell'ultimo periodo della Guerra fredda, il Semovente Dana da 152mm. Da notare che in questo caso, a differenza che nel semovente d'artiglieria, il motore è rimasto anteriore, incassato nella cabina che quindi appare sensibilmente più alta.
Il mezzo ha la predisposizione per una lama apripista e un dispositivo centrale, comune alla produzione veicolare di scuola sovietica, per la regolazione automatica della pressione degli pneumatici, di immensa praticità per adattare la mobilità del veicolo a seconda del terreno.
Si è detto del lanciarazzi multiplo, che ha una struttura analoga a quella del BM-21, e quindi 40 tubi in 4 file sovrapposte, calibro 122 mm. La sua ricarica è realizzata con una determinata angolazione, e viene completata in 35 secondi, grazie ad un sistema che ha sistemati altri 40 razzi, in 2 piastre forate di supporto abbinate ad un calcatoio idraulico. Gli angoli di lancio del lanciarazzi sono un massimo di 70 gradi a destra e 125 a sinistra, con un alzo da 0 a 55 gradi. La salva può essere sparata in circa 16 secondi, realizzando una concentrazione di fuoco micidiale su di un'ampia area, che viene devastata anche con razzi muniti di una singola testata. In 16 secondi 2,5 t. di razzi sono spediti in volo verso l'obiettivo, con 800 kg circa di testata bellica. L'azione di fuoco delle batterie permette di sparare circa 5 t. di testate contro un singolo obiettivo, senza che questo abbia la possibilità di proteggersi, scappare o tantomeno rispondere al fuoco. Questa è la grande forza dei lanciarazzi multipli.
Una batteria d'artiglieria convenzionale dello stesso calibro ci metterebbe circa 10 minuti per fare lo stesso effetto, rendendosi vulnerabile al tiro di controbatteria e consentendo al bersaglio di trovare rifugio oppure di scappare. Solo l'avvento dei micidiali proiettili con submunizioni ha consentito una certa parificazione, ma l'effetto dei lanciarazzi multipli è generalmente molto superiore contro un tipico obiettivo campale.
Gli altri 40 razzi pronti per la ricarica sono posti davanti alla rampa di lancio e dietro alla cabina. L'idea è quella di avere una salva di razzi immediatamente disponibile per la ricarica, altrimenti necessitante di circa 30 minuti per essere effettuata. In tale modo è possibile effettuare un lancio in appena 16 secondi per la prima salva, poi in 40 secondi si può ricaricare e quindi eseguire un altro lancio, infine scappare dopo meno di 2 minuti dall'inizio del fuoco (abbastanza in fretta per evitare la reazione dell'artiglieria e degli attacchi aerei) e dal lancio di 1600 kg di testate complessive HE, fumogene o chimiche. Un impiego maggiormente pratico consiste verosimilmente nel lanciare una prima salva di razzi più o meno completa, raggiungere una nuova posizione e lanciare la seconda, nel frattempo ricaricata. In tal modo si incrementano le possibilità di sopravvivenza e si evita di sprecare tutti i razzi se il tiro (causa vento o errate coordinate) dovesse essere impreciso.
I razzi possono essere azionati dalla cabina corazzata, oppure con comando remoto da una certa distanza dal veicolo. Con appendici aerodinamiche si possono raggiungere 3 gittate diverse con la stessa elevazione, colpendo in teoria simultaneamente 3 obiettivi diversi.
La dispersione è resa anche dalle dimensioni del poligono di tiro: le salve sono calcolate in quadrati di 400 m di lato, contro i 100 dei semoventi Dana da 152 mm, molto più precisi come facile aspettarsi, e meno sensibili al vento laterale.
I razzi sono di vari modelli, come il tipo esplosivo, il fumogeno e quello più terribile, a caricamento chimico con gas di vario tipo, come i nervini. I lanciarazzi multipli sono l'ideale per formare in breve tempo delle alte concentrazioni di aggressivi chimici. La gittata massima è di circa 20 km, ma esiste anche il razzo d'addestramento corto, da 11 km, che può essere potenziato con un razzo aggiuntivo per raggiungere un valore intermedio, 17 km.
La maggiore mole del veicolo lo rende tuttavia più lento e facile da avvistare che con il BM-21 standard (anche perché facile da scambiare per un normale autocarro) per cui le leggera blindatura potrebbe essere non necessariamente una garanzia di maggiore sopravvivenza, a parte la sicurezza psicologica che consente agli uomini trasportati internamente di stare più "tranquilli".
L'unico leggero svantaggio del disegno è la mancata utilizzazione su tale veicolo di razzi eventualmente più potenti delle armi del BM-21, come nel caso dell'ASTROS. Le caratteristiche del telaio lo consentirebbero, almeno fino al calibro 180-240mm. Anche così si tratta di un mezzo ad alta mobilità e elevatissima potenza di fuoco, anche se questo ha comportato un prezzo elevato che non è strettamente giustificato dalla superiorità rispetto ai semplici BM-21 base.

## Servizio
Il sistema RM-70 è entrato in servizio nei primi anni '70 e da allora ne sono stati prodotti in consistenti quantità.
Tra gli utenti dell'RM-70 vi sono state anche le forze cecoslovacche, polacche e sovietiche, mentre i soli mezzi prodotti per i tedesco-orientali hanno comportato oltre 200 lanciarazzi. Non dà meraviglia, date le caratteristiche summenzionate, il rammarico con cui l'esercito della Germania riunificata li abbia radiati, ufficialmente a causa della scarsa affidabilità delle munizioni "per gli standard occidentali", pur ammettendo che si trattava di un sistema "altamente efficace"; notare bene, la Germania aveva in servizio o in ordinativo 212 MLRS americani, per cui la questione si sarebbe comunque risolta in maniera piuttosto prevedibile.
Un altro cliente è la Libia, che ne ha ricevuti un certo quantitativo, indicato in 60 esemplari.
Anche la Polonia ne ha ricevuto un certo quantitativo, a quanto pare ancora in servizio. Si tratta infatti di un cliente usuale per i prodotti cecoslovacchi, ma pare che in questo caso si sia rinunciato alla corazzatura protettiva preferendo un mezzo più mobile (anche se le prestazioni del modello originario erano tutt'altro che modeste, sia su strada che fuori).
A differenza del semovente d'artiglieria ShKH-77, l'RM-70 non ha avuto successori.
Nel mese di maggio 2022, alcune unità sono state impiegate dagli ucraini per la prima volta nel territorio del Donbass durante l'invasione russa dell'Ucraina del 2022.

## Utilizzatori
Angola
- Exército Angolano

40 acquistati dalla Slovacchia nel 1994, seguiti da altri 12 nel 1999 e altri 6 nel 2000.
 Azerbaigian
- Azərbaycan Quru Qoşunları

30 RM-70 Vampire consegnati a partire dal 2017.
 RD del Congo
- Guardia Repubblicana[5]

 Ecuador
- Ejército Ecuatoriano

6 RM-70.
 Finlandia
- Suomen maavoimat

36 acquistati dalla Germania nel 1991.
 Grecia
- Ellinikós Stratós

158 acquistati di seconda mano dalla Germania nel 1991 e consegnati nel 1994. In fase di aggiornamento a RM-70 Vampire.
 Indonesia
- Korps Marinir Republik Indonesia

9 RM-70 acquistati di seconda mano dalla Repubblica Ceca nel 2003, 8 RM-70 Vampire consegnati a partire dal 2016.
 Nigeria
- Nigerian Army

6 RM-70 acquistati di seconda mano dalla Repubblica Ceca consegnati nel 2015.
 Polonia
- Wojska Lądowe

 Rep. Ceca
- Pozemní síly Armády České republiky

Almeno 20 RM-70 sono stati ceduti alle forze armate ucraine durante l'invasione russa dell'Ucraina del 2022.
 Ruanda
- Ingabo z'u Rwanda

5 acquistati dalla Slovacchia nel 1997.
 Ucraina
- Forze terrestri ucraine

Almeno 20 RM-70 sono stati donati dalla Repubblica Ceca durante l'invasione russa dell'Ucraina del 2022, altri RM-70 Vampire sono stati acquistati e 1 RM-70 è stato donato tramite crowdfunding.
 Uganda
- Forza di Difesa Popolare dell'Uganda

6 acquistati di seconda mano dalla Repubblica Ceca.
 Uruguay
- Esercito uruguaiano

4 ricevuti dalla Repubblica Ceca nel 1998.
 Zimbabwe
- Zimbabwe National Army

### Operatori passati
Bulgaria
 Cecoslovacchia
 Germania
 Germania Est